# Isla bonita
Pour plus de détails, voir Fiche technique et Distribution.
Isla bonita est un film espagnol réalisé par Fernando Colomo, sorti en 2015.

## Synopsis
Fernando arrive à Minorque et se retrouve mêlé aux aventures des habitants.

## Fiche technique
- Titre : Isla bonita
- Réalisation : Fernando Colomo
- Scénario : Fernando Colomo avec la collaboration de Olivia Delcán et Miguel Ángel Furones
- Musique : Fernando Furones
- Photographie : Alfonso Sanz
- Montage : María Lara
- Production : Fernando Colomo
- Société de production : Coca-Cola Iberian Partners, Comba Films, Fundación Atlantic Copper, IB3 Televisió, La Perifèrica Produccions, Movistar+ et Televisión Española
- Pays :  Espagne
- Genre : Comédie dramatique
- Durée : 101 minutes
- Date de sortie : 
  - Espagne : 6 novembre 2015

## Distribution
- Fernando Colomo : Fer
- Olivia Delcán : Olivia
- Nuria Román : Nuria
- Miguel Ángel Furones : Miguel Ángel
- Lilian Caro : Silvia
- Tim Borys : Tim
- Lluís Marquès : Lluís
- Alberto Pacheco : lui-même
- Olga Román

## Distinctions
Le film a été nommé au prix Goya du meilleur espoir masculin pour Fernando Colomo.